# Tășnad
Tășnad (veraltet Tășnadu oder Tășnad-Blaja; deutsch Trestenburg, ungarisch Tasnád) ist eine Kleinstadt im Kreis Satu Mare im Nordwesten Rumäniens.
Der Ort ist auch unter den deutschen Bezeichnungen Tressenberg, Tressenburg und Trestendorf bekannt.

## Geographische Lage
Tășnad liegt im  historischen Kreischgebiet am östlichen Rand der Großen Ungarischen Tiefebene in den Ausläufern der Dealurile de Vest im  Süden des Kreises Satu Mare. Am Drum național 1F und der Bahnstrecke Carei–Zalău befindet sich der Ort etwa 60 Kilometer südwestlich von der Kreishauptstadt Satu Mare (Sathmar) entfernt.

## Geschichte
Der Ort Tășnad wurde 1246 erstmals urkundlich erwähnt. Vom Fundplatz Tășnad-Sere in Tășnad-Băi sind Funde der neolithischen Körös-, Pișcolt- und Badener Kultur überliefert, ferner Funde der späten Eisenzeit und der Völkerwanderungszeit (Sântana de Mureș/Cherniachov). Sie sind teilweise in dem kleinen ethnographischen Museum in Tășnad-Băi ausgestellt.
Im Königreich Ungarn gehörte der Ort zu dem Stuhlbezirk Tasnád im historischen Komitat Szilágy. Er kam dann zu dem historischen Kreis Sălaj und ab 1950 zu dem heutigen Kreis Satu Mare.

## Bevölkerung
2011 hatte die Stadt 8631 Einwohner. 4269 davon waren Rumänen, 3003 Magyaren, 952 waren Roma, 66 Rumäniendeutsche und einige gehörten anderer Ethnien an. Die Roma leben vor allem am östlichen Ortsrand an der Straße nach Zalău in einem Slum ohne Sanitäranlagen.

## Persönlichkeiten
- Lajos Bíró (1856–1931), Zoologe[7]
- Karl Noti (1892–1954), Schriftsteller und Drehbuchautor

## Sehenswürdigkeiten
- Die Stadt besitzt je eine orthodoxe, katholische, griechisch-katholische und reformierte Kirche. Die reformierte Kirche, ein spätgotischer Bau, wurde im 16. Jahrhundert von Reformierten übernommen; 1660 von den Türken schwer beschädigt.[8]
- Stadtmuseum mit Ausstellungen zur Ethnographie und Stadtgeschichte
- Ethnographisches Museum in Tășnad-Strand in einem traditionellen Bauernhaus
- Seit den 1970er Jahren werden die heißen Quellen zu Kurzwecken genutzt (Tășnad-Strand). Das Thermalbad wird mit EU-Mitteln ausgebaut.[9] Bei Bauarbeiten wurden hier archäologische Funde aus dem Neolithikum und der Völkerwanderungszeit gemacht.[10]